# Saint-Benoît-la-Chipotte
Saint-Benoît-la-Chipotte är en kommun i departementet Vosges i regionen Grand Est (tidigare regionen Lorraine) i nordöstra Frankrike. Kommunen ligger i kantonen Rambervillers som tillhör arrondissementet Épinal. År 2022 hade Saint-Benoît-la-Chipotte 445 invånare.

## Befolkningsutveckling
Antalet invånare i kommunen Saint-Benoît-la-Chipotte
| Referens: INSEE |